# Tvornica Fagus
Tvornica Fagus u Alfeldu (Leine, Donja Saska) je kompleks od 10 građevina koji je započet oko 1910. godine prema nacrtima arhitekta Waltera Gropiusa, a postala je znamenitost razvoja moderne arhitekture i industrijskog dizajna 20. stoljeća. Započeo ju je arhitekt Eduard Werner, a dovršio ju je Adolf Meyer 1913. godine, a dodatci u unutrašnjosti su dovršeni 1925. godine.
U njoj se nalaze građevine posvećene svakoj od etapa (proizvodnja, skladištenje i odvoz) u manufakturnoj proizvodnji obuće, a u funkciji je i dan danas. Kompleks je najpoznatiji po funkcionalističkoj estetici prostora, ali i velikim staklenim panelima koji su prekrivali njezina pročelja, što je bila prva i revolucionarna uporaba stakla na ovaj način, a koja će kasnije postati prepoznatljiva odlika moderne arhitekture. Ovaj kompleks je preteča kasnije Bauhaus škole i jako snažno je utjecala na razvoj arhitekture u Europi i Sjevernoj Americi. Zbog toga je Tvornica Fagus upisana na UNESCO-ov popis mjesta svjetske baštine u Europi 2011. godine.

## Poveznice
- Bauhaus Dessau
- Internacionalni stil
- Vila Tugendhat, Brno
- Stambena naselja berlinske moderne

## Vanjske poveznice
- Tvornica Fagus na Great Buildings Online (engl.)
- Fagus na Gropius.com  Arhivirana inačica izvorne stranice od 20. rujna 2013. (Wayback Machine) (njem.)
- (njem.)

### Ostali projekti
|  | Zajednički poslužitelj ima još gradiva o temi Tvornica Fagus |